# Centroina macedon
Centroina macedon är en spindelart som först beskrevs av Norman I. Platnick 2000.  Centroina macedon ingår i släktet Centroina och familjen Lamponidae. Inga underarter finns listade i Catalogue of Life.